# Fakebook
Fakebook je čtvrté studiové album americké rockové skupiny Yo La Tengo, vydané v roce 1990 u vydavatelství Bar None Records. Producentem alba byl Gene Holder a obsahuje celkem šestnáct písní, z toho pouhých pět originálních autorských. Mezi autory ostatních písní patří například Cat Stevens, John Cale nebo Ray Davies.

## Seznam skladeb
| Pořadí | Název                   | Autor                  | Délka |
| ------ | ----------------------- | ---------------------- | ----- |
| 1.     | Can't Forget            | Ira Kaplan             | 2:13  |
| 2.     | Griselda                | Antonia Duren          | 1:54  |
| 3.     | Here Comes My Baby      | Cat Stevens            | 2:26  |
| 4.     | Barnaby, Hardly Working | Georgia Hubley, Kaplan | 4:12  |
| 5.     | Yellow Sarong           | The Scene is Now       | 1:37  |
| 6.     | You Tore Me Down        | Flamin' Groovies       | 2:54  |
| 7.     | Emulsified              | Rex Garvin             | 2:46  |
| 8.     | Speeding Motorcycle     | Daniel Johnston        | 3:16  |
| 9.     | Tried So Hard           | Gene Clark             | 2:13  |
| 10.    | The Summer              | Hubley, Kaplan         | 2:40  |
| 11.    | Oklahoma, U.S.A.        | Ray Davies             | 2:18  |
| 12.    | What Comes Next         | Kaplan                 | 3:11  |
| 13.    | The One to Cry          | The Escorts            | 1:47  |
| 14.    | Andalucia               | John Cale              | 3:33  |
| 15.    | Did I Tell You          | Kaplan                 | 3:21  |
| 16.    | What Can I Say          | Joey Spampinato        | 2:03  |

## Obsazení
- Ira Kaplan – kytara, zpěv
- Georgia Hubley – bicí, zpěv, kytara, varhany
- Dave Schramm – kytara, steel kytara, varhany
- Al Greller – kontrabas
- Gene Holder – baskytara
- Peter Stampfel – housle, zpěv
- The Pussywillows – zpěv